# Boguniewo

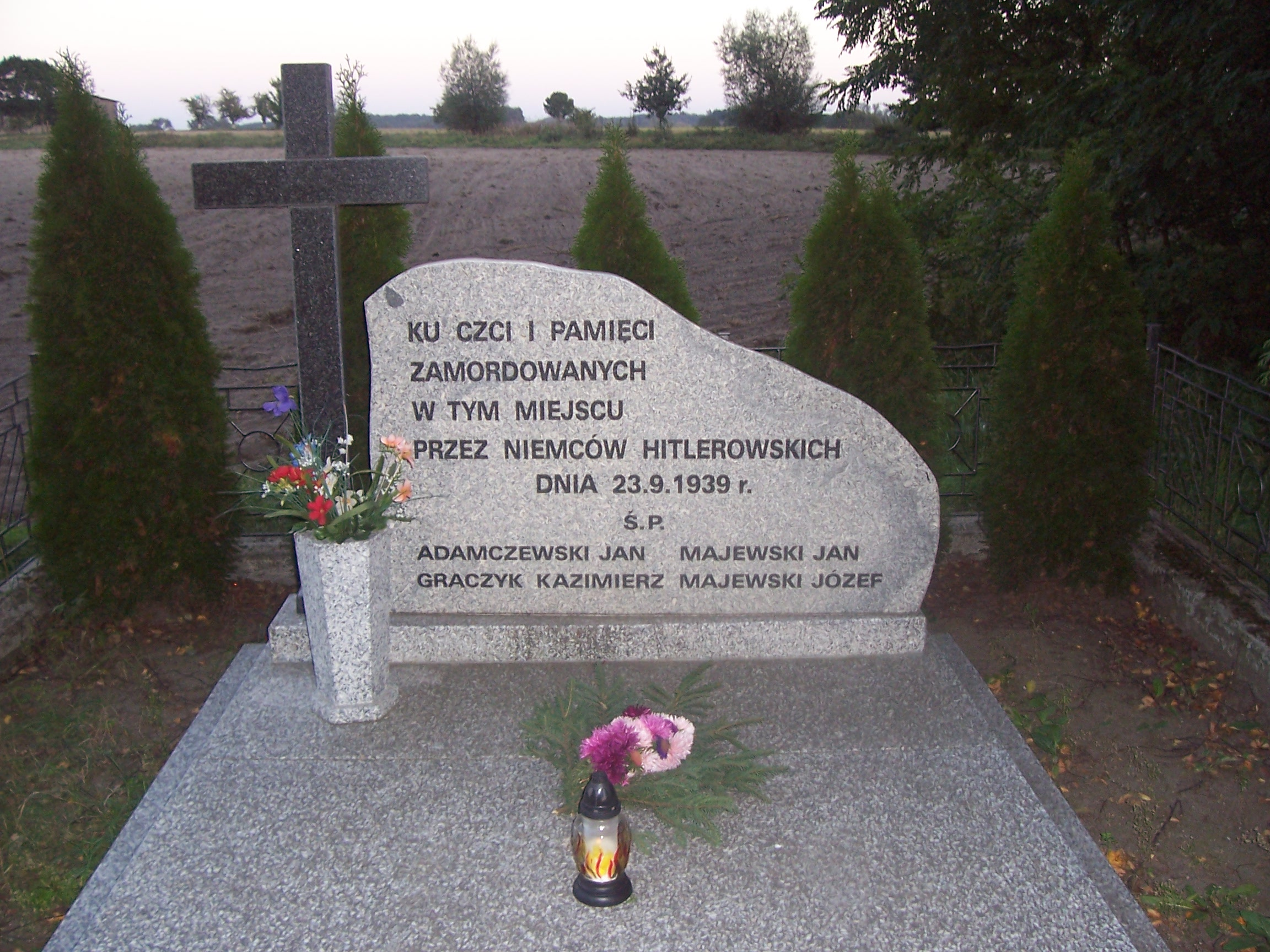
Pomnik na Miejscu Pamięci w Boguniewie

Boguniewo – wieś w Polsce położona w województwie wielkopolskim, w powiecie obornickim, w gminie Rogoźno.
Wieś szlachecka położona była w 1580 roku w powiecie poznańskim województwa poznańskiego. W latach 1975–1998 miejscowość administracyjnie należała do województwa pilskiego.
Wieś położona 6 km na południe od Rogoźna nad niewielkim Jeziorem Boguniewskim.
Nazwa wsi odosobowa, pochodzi od imienia Boguń. Ów Boguń mógł być założycielem lub pierwszym właścicielem wsi.
Na południowym brzegu Jeziora Boguniewskiego, na miejscu zabudowań podworskich, domniemane grodzisko nieustalonego typu z okresu wczesnego średniowiecza. Naprzeciw budynku szkolnego znajdują się nasypy zwane szańcami szwedzkimi, prawdopodobnie dawne kurhany.
Pierwsza wzmianka źródłowa o wsi pochodzi z 1388 r. Należała wówczas do Szymona Boguniewskiego z rycerskiego rodu Leszczyców, wywodzących się ze Słomowa. W rękach tego rodu Boguniewo znajdowało się jeszcze w pierwszej połowie XVI w. Tenże Szymon w 1392 r. zakończył wieloletni zatarg ze starostami rogozińskimi o ustalenie granic między Boguniewem a Rogoźnem.
W 1463 r. źródła wymieniają prywatną kaplicę św.Barbary, z powodu której toczył się spór między Maciejem Boguniewskim a plebanem słomowskim Łazarzem o niesłuszne pobieranie ofiary. Konflikt rozstrzygnął ostatecznie biskup poznański, przyznając plebanowi prawo swobodnego odprawiania nabożeństw w kaplicy i pobierania dziesięcin z Boguniewa.
W 1508 r. źródła wspominają o karczmie i folwarku. Dwa lata później połowę wsi, folwarku i jeziora posiadała Skórzewska, a drugą połowę Ceradzki i Mikołaj Gorzewski. W drugiej połowie XVI w. dobra boguniewskie znajdowały się w rękach Grzegorza Wojnowskiego i Anny Łowęckiej.
W lutym 1657 r. przebywał w Boguniewie u kasztelana kaliskiego, Jana Starkowieckiego, król Jan Kazimierz z małżonką. Przeniósł się tutaj z Poznania, gdzie zaczęła szerzyć się cholera, a królowa Ludwika w tym czasie zapadła na zdrowiu.
Dwa lata później Andrzej Karol Grudziński, wojewoda kaliski, zwrócił się do poznańskiego muratora Bandury aby mu obrys podawszy na kościół do Złotowa kaplicę do Boguniewa podjął się był roboty. Do realizacji projektu jednak nie doszło i kościół w Boguniewie nigdy nie powstał.
W połowie XIX w. Boguniewo miało 232 mieszkańców. W 1880 r. obok wsi istniał folwark o powierzchni 1631 mórg. Obie części zamieszkiwało 271 osób (261 katolików, 10 ewangelików). W 1931 r. wieś liczyła 284 mieszkańców (w tym 74 Niemców).
Szkoła istniała w 1890 r. (potwierdza to Kronika Szkoły), w 1923 r. wprowadzono język polski w nauczaniu poszczególnych przedmiotów. Na budynku szkoły umieszczono tablicę poświęconą pamięci Stanisława Bączkiewicza, kierownika szkoły w latach 1923-1939, zamordowanego przez Niemców w 1944 r. W latach 1923–1939 we wsi działało Bractwo Strzeleckie.
W nocy z 23 na 24 września 1939 r. bojówkarze hitlerowscy zamordowali mieszkań¬ców Boguniewa: Jana Adamczewskiego (sołtysa), Kazimierza Graczyka, Jana i Józefa Majewskich. Na miejscu nieczynnego cmentarza ewangelickiego z drugiej połowy XIX w. wzniesiono pomnik upamiętniający egzekucję.
Park wiejski i dworski powstał w okresie międzywojennym. W czasie drugiej wojny światowej zadrzewienie obu parków uległo znacznemu zniszczeniu. Park wiejski usytuowany jest na północ od wsi Boguniewo, po lewej stronie drogi z Rogoźna, która przecina potok łączący Jezioro Boguniewskie z Nienawiskim Małym. Po przeciwnej stronie drogi, w niewielkiej odległości od niej, znajduje się Jezioro Boguniewskie. W środkowej części parku jest niewielki staw, wokół którego rosną szpalery lip. Od strony drogi i łąk występują dwie wnęki trawiaste. Południowy skraj parku tworzy rząd robinii akacjowej. Od strony zachodniej park przylega do szosy, przy której rosną kasztanowce. Park dworski rozciąga się na wzgórzach, na południe od parku wiejskiego. Przy wjeździe na teren parku, od strony zachodniej, znajduje się stawek z zadrzewionym obrzeżem. Z parku rozciąga się piękny widok na dolinę pokrytą łąkami, która dzieli oba parki. Łąki te urozmaicają miejscami kępy i pojedyncze drzewa.
Na zakręcie drogi do Słomowa figura św. Wawrzyńca – patrona ubogich, opiekuna pól i urodzajów. Zginął śmiercią męczeńską, poddawany torturom przypiekania ogniem, w III w.n.e. w czasie prześladowań chrześcijan za cesarza Waleriana. Przedstawiany z kratką w dłoni.